# Rinus Ferdinandusse

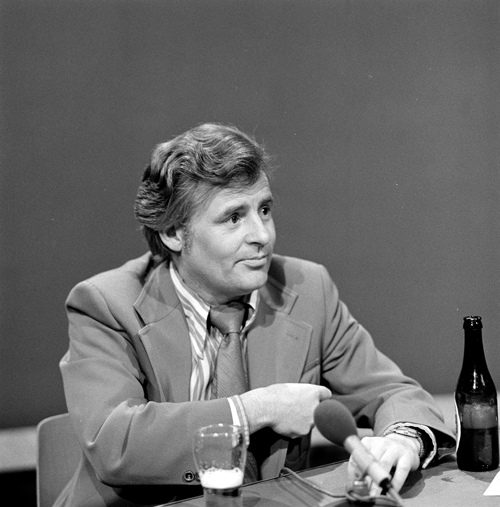
Rinus Ferdinandusse in Voor een briefkaart op de eerste rang (1974)

Marinus Daniël (Rinus) Ferdinandusse (Goes, 28 november 1931 – Amsterdam, 23 juli 2022) was een Nederlandse schrijver, onder andere van misdaadromans. Hij was van 1969 tot 1996 hoofdredacteur van Vrij Nederland.

## Loopbaan
Ferdinandusse debuteerde als tekstschrijver en cabaretier op de christelijke HBS De Populier te Den Haag en was van 1954 tot 1965 leider van het Haags Studentencabaret. Van 1958 tot 1961 was hij redacteur van studentenblad Propria Cures. Ook werd hij bekend door zijn medewerking aan het satirische televisieprogramma van de VARA Zo is het toevallig ook nog eens een keer (1963-1966).
In 1969 volgde hij Mathieu Smedts op als hoofdredacteur van het opinieweekblad Vrij Nederland. Hiervoor stelde hij, ook na zijn vertrek als hoofdredacteur in 1996, de jaarlijkse Detective- en thrillergids samen, met korte besprekingen van wat op dat gebied was verschenen.
Vanaf 2002 was hij vaste voorzitter ("voor het leven") van het jaarlijkse filmfestival Film by the Sea te Vlissingen.
Ferdinandusse overleed op 23 juli 2022.

## In Memoriam
Rudie Kagie, 'Rinus Ferdinandusse (1931-2022)', Vrij Nederland jrg. 83, Juli 2022, p.  14-19

## Boeken
- Neem er eentje van mij (1964)
- Stukjes in de kraag (1965)
- Naakt over de schutting (1966), in 1973 verfilmd door Frans Weisz.
- Op de barkeeper beschouwd (1967)
- Zij droeg die nacht een paars corset (1967)
- De brede rug van de Nederlandse maagd (1968)
- De zoon van een ouwe klare (1969)
- Het rijkste uit het leven van Douwe Trant (1969)
- En het hoofd werd op tafel gezet (1970)
- Tappelings (1970)
- De bloedkoralen van de bastaard (1971)
- Als je nog eens wat weet (1972)
- De zoon van Douwe Trant (1973)
- De haren van de vos (1983)
- Een klein vergrootglaasje (1985)
- Gedachten op dinsdagochtend (1991)
- De terugkeer van Rutger Lemming (1996)
- Licht Zeeuws (1996) (Een van de drie samenstellers van deze bundel over Zeeland)
- Dovemansoren (2001) Geschenk Maand van het Spannende Boek
- De dood van een kroonprins (2002) samen met 9 andere auteurs
- De mannen van de maandagochtend (2003; coauteur: Tomas Ross)
- Kidnap (2004) Coauteur: Tomas Ross
- Als sterren naar de hemel gaan; 21 portretten van beroemde Hollywood-godinnen (2004)
- Een hand om in te bijten (2006)

## Privé
In 1963 trouwde hij met een van de leden van zijn cabaretgroep, Else Hoog, vertaalster Engels-Nederlands. Zij kregen twee dochters.

## Trivia
- In 1983 was Ferdinandusse presentator van het Amnesty International-gala Een gebaar in de Amsterdamse schouwburg Carré op 16 en 17 mei 1983.[2][3]